# Lommis
Lommis är en ort och kommun i distriktet Münchwilen i kantonen Thurgau, Schweiz. Kommunen har 1 274 invånare (2023).
I kommunen finns orterna Lommis, Weingarten och Kalthäusern.
I Lommis finns sedan år 1962 en liten flygplats.